# Švédská rallye 1986
Švédská rallye 1986 byla druhou soutěží mistrovství světa v rallye 1986 a měřila 556 km. Poprvé po šesti letech se zde představil tovární tým Ford M-Sport s vozy Ford RS200, které pilotovali Stig Blomqvist a Kalle Grundell. Do soutěže nenastoupil tým Audi Sport. 

## Průběh soutěže
Zpočátku vedl Timo Salonen s vozem Peugeot 205 T16 E2. Jeho týmový kolega Juha Kankkunen byl třetí. Mezi ně se vklínil Henri Toivonen s vozem Lancia Delta S4. Ve skupine A vedl Ingvar Carlsson ve voze Mazda 323. Za ním se držely posádky na vozech Audi 80 Quattro Gunnar Pettersson a Mikael Ericsson. Ze soutěže musel odstoupit Per Eklund, který startoval se soukromým MG Metro 6R4. Šestý byl Grundell a sedmý Malcolm Wilson s továrním vozem MG Metro. Stejně jako v Monte Carlu zde startovali dva tovární vozy Citroën BX 4TC. Ty se zpočátku držely na devátém a desátém místě. Salonen musel ze soutěže odstoupit po problémech s motorem a na první místo se posunul Toivonen. Stejné problémy vyřadily Blomqvista. Skupina A vedl s malým náskokem Carlsson. 
Na začátku druhé etapy odstoupil Toivonen pro poruchu motoru. Na prvním místě se tak ocitl Kankkunen. Druhý byl Markku Alen s další Lancií a třetí Wilson. I ten ale odstoupil pro poruchu motoru a tak se na třetí pozici posunul Grundell. Ve skupině A se do vedení dostali jezdci Audi Ericsson a Pettersson. Carlsson musel odstoupit kvůli chybě v elektronice. Oba jezdci spolu bojovali i o čtvrté místo absolutně, které nakonec získal Ericsson. Šestý byl Jean-Claud Andruet s Citroënem.
Ve třetí etapě Kankkunen náskok udržel a získal pro sebe první vítězství za volantem Peugeotu a na evropské aoutěži mistrovství světa. Druhý dojel Alen a třetí Grundell. Za nimi se seřadili jezdci Ericsson, Pettersson a Andruet. Na sedmou pozici se prosadil Kenneth Eriksson ve voze Volkswagen Golf II GTI 16V.

## Výsledky
1. Juha Kankkunen, Gallagher - Peugeot 205 T16 E2
2. Markku Alen, Kivimaki - Lancia Delta S4
3. Kahle Grundell, Melander - Ford RS200
4. Mikael Ericsson, Johansson - Audi 80 Quattro
5. Gunnar Petersson, Petersson - Audi Quattro
6. Jean-Claud Andruet, Peuvergne - Citroën BX 4TC
7. Kenneth Eriksson, Dietman - Volkswagen Golf II GTI 16V
8. Ericsson, Rosendahl - Subaru RX Turbo
9. Johansson, Olsson - Opel Kadett GSI
10. Nilsson, Gustavsson - Audi 90 Quattro